# Mittelmeerspiele 2018/Segeln
Die Wettbewerbe im Segeln der Mittelmeerspiele 2018 fanden vom 23. bis zum 29. Juni 2018 in Salou, Spanien statt.

## Ergebnisse Männer

### Laser
| Platz | Athlet                 | Land |
| ----- | ---------------------- | ---- |
| 1     | Joaquín Blanco Albalat | ESP  |
| 2     | Pavlos Kontides        | CYP  |
| 3     | Joel Rodríguez         | ESP  |

Finale: 29. Juni 2018

### RS:X
| Platz | Athlet             | Land |
| ----- | ------------------ | ---- |
| 1     | Mattia Camboni     | ITA  |
| 2     | Louis Giard        | FRA  |
| 3     | Matteo Evangelisti | ITA  |

Finale: 29. Juni 2018

## Ergebnisse Frauen

### Laser Radial
| Platz | Athlet              | Land |
| ----- | ------------------- | ---- |
| 1     | Athanasia Fakidi    | GRE  |
| 2     | Silvia Zennaro      | ITA  |
| 3     | Martina Reino Cacho | ESP  |

Finale: 29. Juni 2018

### RS:X
| Platz | Athlet            | Land |
| ----- | ----------------- | ---- |
| 1     | Blanca Manchón    | ESP  |
| 2     | Marina Alabau     | ESP  |
| 3     | Flavia Tartaglini | ITA  |

Finale: 29. Juni 2018

## Medaillenspiegel
| Platz | Land         | Gold | Silber | Bronze | Gesamt |
| ----- | ------------ | ---- | ------ | ------ | ------ |
| 01    | Spanien      | 2    | 1      | 2      | 5      |
| 02    | Italien      | 1    | 1      | 2      | 4      |
| 03    | Griechenland | 1    | —      | —      | 1      |
| 04    | Frankreich   | —    | 1      | —      | 1      |
| 0     | Zypern       | —    | 1      | —      | 1      |
| Total | Total        | 4    | 4      | 4      | 12     |